# Life (漫畫)
《Life ~人生~》是日本漫畫家末延景子所創作的日本漫畫作品。於《別冊Friend》2002年開始5月號連載至2009年3月號。漫畫單行本全20冊。故事講述在西館高中求學的女學生椎葉步遭遇校園欺凌，與班上認識的同學們逐步反抗安西愛海為首的欺凌者集團，促使全校正視校園欺凌的嚴重性。
2007年6月，富士電視台所改編的電視劇，在週六深夜播出。共11話。
原作獲第30回講談社漫畫賞少女部門獎。

## 故事簡介
本節故事綱要以漫畫原著情節為主。
《Life》的故事背景設定在智慧型手機尚未普及、翻蓋手機仍是主流的平成十幾年代日本。故事主要聚焦於女主角椎葉步在西館高中就讀期間，以其視角展開。
步原與好友篠塚夕子約定共同考入西館高中，為此積極備戰升學考試。最終，步成功考取，夕子卻失利落榜，憤而與步絕交，從此兩人斷絕往來。升入西館高中一年級的步，短暫與公司社長千金安西愛海及其友人交好，然而當步拒絕參與欺凌轉學生羽鳥未來時，卻遭到愛海的男友佐古克己施暴並被拍下不雅照片。愛海目擊步要求克己刪除照片，誤認步介入其感情，遂夥同友人長期欺凌步。在抵抗欺凌的過程中，步陸續與未來、同班同學薗田優樹等人建立友誼，並逐漸領悟到真正的友情與堅強的意義，進而影響西館高中全體師生正視校園暴力問題。
以愛海指使父親安西富美男對校方施壓、狩野明聽從愛海教唆在廢墟對步等人施暴的事件為契機，愛海的同夥廣瀨裕因為知曉此事並當著全班面前懷疑愛海，遭受愛海的孤立脅迫而跳樓自殺未遂，校方為此取消暑期輔導，隨後廣瀨在步與未來探視期間表達悔意。副班導師平岡正子被2班學生瑛子及其友人告知步與廣瀨遭受欺凌的實情，為還原真相展開調查。消極漠視欺凌事件的班導師戶田和佳繪則開始與克己發展師生戀關係。伴隨暑假到來，步先後陪同未來和薗田出遊，愛海則經歷了同夥岩本咲表態切割並申請轉學的事件，並逼迫住院療養的廣瀨在開學後揹負校園暴力的所有責任，導致廣瀨被校方勒令在家自省。愛海將克己與戶田老師的戀情作為把柄，威脅戶田老師協助對付步等人，隨即再度指示富美男向校方施壓，將平岡老師調離學校。
被愛海私下脅迫的戶田老師為討好愛海、保全自己與克己的戀情，試圖將未來逐出校園，在段考當天誣指未來考試作弊，促使步主動向全班同學揭發校方與愛海父親勾結、將平岡老師調往他校的作為，加上班上同學質疑此為陷害未來、瑛子說明平岡老師私下調查校園欺凌真相並指責戶田老師為校園欺凌幫兇，導致2班學生為抗議校方不當處理校園暴力而策動罷考，瑛子及其友人、策動罷考的兩名男學生至此成為步等人的朋友。當校方為段考作弊事件與未來在校外兼職而約談未來時，戶田老師主動向校方坦承為討好愛海而誣陷未來、以及愛海主使校園暴力的真相，向步致歉後被校方要求請辭，同時也向校方承認了自己與克己的師生戀。另一方面，愛海因教唆父親調走平岡老師、被揭露為校園暴力主使者和誣陷作弊的事件，被西館高中的學生們與曾和她同夥的千加、深澤惠美等人刻意疏遠，加上戶田老師離職造成眾多學生為逼迫愛海謝罪引發暴動，愛海逃往克己家，再與抵達該處的步發生衝突，意外發現克己對步及其他女學生拍攝的不雅照片，最終愛海持刀砍傷返家的克己並試圖自盡未遂，步在制止愛海的過程中亦受傷倒地，三人被送往醫院接受治療。
步在住院療養期間與母親文子相談心聲。富美男則陸續透過曾與愛海交好的深澤惠美、西館高中的教職人員與愛海的自白，最終理解愛海才是校園暴力主使者的事實，為了讓愛海不再受西館高中相關人士影響，富美男特意賄賂媒體壓下消息，準備將愛海轉至他校求學。然而，未來因父親需要進行心臟手術，在偕同薗田和康復出院的步出遊聚會後遷居他處。薗田與步交流時談論彼此對未來的想法。愛海不願被父親決定未來，要求步對她提告，最終經過審判後移送少年感化院，導致富美男為此退出市長參選。出院的克己接獲同學們的慰問。離開西館高中的平岡老師和戶田老師各有發展。故事尾聲，校方開始正視校園暴力的嚴重後果並舉辦防治宣導，復學的廣瀨與曾參與欺凌的深澤向教職人員與全班師生道出自己的反思心得。最終，步在全班同學的迎接下正式重返校園生活。

## 登場人物
※登場角色名字翻譯以講談社繁體中文版與作者推特（「X」平台）公開資訊為主。

### 主角陣營與相關親友
椎葉步（椎葉 歩）
本作的女主角，西館高中1年2班的學生。她的父親在外地工作，母親文子是打工族，有一名妹妹茜（真人戲劇版為弟弟）。
故事初期，步與好友「信」（真人版為夕子）約定考入同一所高中，並在信的鼓勵下順利實現。然而信因考試失利未能考入西館高中，隨後與步斷絕了關係，導致步開始藉由割腕來逃避痛苦（漫畫原著中，步陪同薗田參觀美術展時，曾透露自己視力不佳）。高中入學後，她一度與安西愛海成為朋友，但因不願參與欺凌羽鳥未來的行為，加上遭到佐古克己的施暴並被拍攝猥褻照片，被愛海誤認為是奪走克己的「第三者」，從而遭受班上同學的集體欺凌。但也正是因為這些經歷，她結識了羽鳥未來和薗田優樹，成為患難之交，三人攜手抵抗愛海及其黨羽的欺凌，逐步影響了西館高中全體師生。
步初期對於未來的志向感到迷惘，但隨著連串經歷，她立志將來成為「能帶給他人希望的人」，對薗田產生好感同時也逐漸和母親化解隔閡。在漫畫版尾聲，得知未來將因父親就醫而搬遷他處後，步與未來、薗田相約出遊，正式送別未來。她也對愛海先前施加的暴力欺凌行為提起訴訟，最終調適心理後選擇重返校園。真人戲劇版尾聲則是由步聯同未來和薗田，協助愛海抵抗班上同學的欺凌。
羽鳥未來
西館高中1年2班的轉學生，一位個性獨立正直、經常獨來獨往的爽朗美少女，私底下卻有著怕寂寞的一面。她成績優異，討厭玉米，擁有極高的狙擊準確度（能射中偏移處的香水瓶），但酒品不佳，醉酒後會口齒不清，甚至做出令人驚訝的舉動。她出身於鄉村地區，祖父是當地的木匠。六歲時，因雙親離異，她曾與祖父生活一段時間，隨後與父親一同移居都市。由於父親罹患心臟疾病，未來在放學後需要兼差打工（漫畫版在揭示在餐廳、燒烤店和兔女郎咖啡廳等店家兼差）以維持家庭生計，並為照護父親在家中累積了不少醫學書籍。漫畫版中，她在家鄉還有一位青梅竹馬的異性朋友直人。
由於其特立獨行的個性，未來轉學至西館高中不久，便遭到愛海唆使班上同學排擠，同時愛海也對不願參與排擠未來的步產生了警戒心。然而，在步受到愛海等人欺凌而孤立無援時，未來挺身而出為步執言，兩人以此為契機成為莫逆之交。在段考事件中，恐懼於愛海的班導師戶田為排除未來而設局誣陷她考試作弊（真人戲劇版改為誣陷步），此舉導致步向全班告知校方試圖抹殺未來、串通愛海父親攆走副班導平岡的行為，連帶讓看不慣愛海和校方不當處置校園暴力作為的同學們挺身抗爭，成為步等人逆轉局勢和扳倒愛海的重要關鍵。未來在漫畫版最終因父親需轉至其他醫院進行心臟手術，在離開前與步和薗田出遊，在步的餞行下搭乘列車遠走他鄉。真人戲劇版中，為了和班上同學一起畢業，她決定辭掉打工，繼續留在西館高中與步的陣營，並協助愛海抵抗班上同學的欺凌。
薗田優樹
西館高中1年2班的學生，總是配戴眼鏡（真人版在綁架事件後改戴隱形眼鏡），個性文靜溫和的少年，家中有一位年幼的妹妹。他實際上比1年2班的其他同學年長一屆，原因是國中時期曾遭受狩野欺凌而拒絕上學，休學了一年，同時受此影響不願意再看到任何類似情況重演（真人戲劇版初期選擇對校園欺凌事件明哲保身）。他也喜歡在閒暇時造訪美術館參觀藝術品，並立志成為美術館的解說員。薗田在看到步險些被愛海等人拖進女廁欺負時，他及時拉住了步，並與兩位好友一同制止了愛海等人的行為，從而與步和未來成為朋友。隨著劇情進展，薗田的性情逐漸變得成熟堅強，並在步與未來受困廢墟時伸出援手，持續協助兩人對抗愛海，同時對步產生好感。
在漫畫版近尾聲，薗田與步趁著未來搬家前，三者相約遊玩，事後步提及「希望成為幫助他人的一道光」的話語時，他形容步「已經是射進他心裡的一道光」，最終他和其他2班同學主動迎接回歸校園生活的步。真人戲劇版中，他則持續待在步的陣營，幫助愛海抵抗班上同學的欺凌。
薗田的朋友
僅在漫畫版原著登場，西館高中1年2班的兩位男學生，本名不詳。他們經常在下課期間與薗田一同行動。在目擊薗田為險遭愛海等人拖進女廁欺負的步解圍時，協助薗田制止了愛海等人的行為。經過廢墟事件後，透過薗田的轉述，他們得知步和未來在醫院廢墟遭狩野等人施暴的實情，因此支持薗田的行動，並與步、未來站在同一陣線。在戶田誣陷未來作弊的事件中，他們指責愛海就是幕後意圖陷害未來的藏鏡人，連帶讓看不慣愛海和校方作為的2班學生決定集體罷考，以此作為抗議手段。在漫畫版尾聲，他們和其他2班同學主動迎接回歸校園生活的步。
平岡正子
西館高中1年2班的副班導，個性剛強正派，懷抱著理想主義，在學生有難時不吝於伸出援手，為此痛恨學校對於欺凌事件採取息事寧人的態度。小學三年級時，平岡受到班導師三鈴關懷學生的作風影響，立志成年後要擔任教師，但當時許多教師對三鈴感到畏懼，加上後來一名學生在校園發生意外，導致三鈴被校方藉故調往其他學校。當她透過瑛子等人得知步遭受欺凌及廣瀨墜樓是由愛海主使的消息後，為查明欺凌事件的真相，她在放學後陸續拜訪班上的學生，然而，她也因此遭到愛海唆使其父親和校方運用權力從中作梗，被調派至縣立湧嚴高中教書。在漫畫中後期，戶田誣陷未來段考作弊的事件中，由於步和瑛子當著2班全體同學面前說出平岡遭調職的真相，連帶讓班上多數同學重新省視廣瀨承擔欺凌事件責任的疑點，最終話透露，平岡轉任他校後，依舊秉持著以往的行事風格，並且對於新校園的生活感到相當快樂。真人戲劇版結局則是在新校園宣導防治校園暴力的活動。
瑛子（漫畫原著）/門倉雪乃（真人版）
西館高中1年2班的學生，心地善良的少女。她與身邊的朋友們對於步接連遭到愛海等人欺凌的情形感到擔憂，但在故事初期礙於愛海等人的勢力，不敢挺身而出。她非常喜歡平岡老師，曾私下告知平岡老師有關愛海惡意欺凌步以及廣瀨遭受愛海逼迫而墜樓的實情，為此和朋友們對於姑息欺凌事件的戶田老師抱持著不信任的態度。在戶田誣陷未來考試作弊時，瑛子因為聽見步說出愛海唆使父親和校方人員逼走平岡老師的真相，以及班上同學懷疑此次事件是有人誣陷未來所設下的詭計的發言，決定向全班同學說出平岡老師曾於私底下做家庭拜訪、試圖還原真相的實情，她更以「自己也在這場考試裡作弊」為由，遞出自己的考卷，指責戶田成為欺凌事件的幫兇，令部分看不下愛海與校方作為的2班學生策動罷考，表達自己的不滿（真人版則改成男性學生替遭到誣陷的步仗義執言，令2班全體學生動身追逐愛海）。事後瑛子為自己先前目擊欺凌事件卻遲遲不敢挺身而出的心態，經由朋友們陪同正式向步致歉並獲得對方的諒解，雙方的交情亦因此逐步增長。在漫畫版尾聲，她與其他2班同學一同主動迎接回歸校園生活的步。
真人版劇情中，瑛子（雪乃）原本經常和禮奈一齊行動，但後來雪乃選擇幫助步，故與禮奈疏遠。
瑛子的朋友
僅在漫畫版原著登場，西館高中1年2班的三位女學生，本名不詳。她們經常在下課期間與瑛子一同行動。雖然與瑛子同樣對於步接連遭到愛海等人欺凌的情形感到擔憂，但礙於愛海等人的勢力，不敢挺身而出，同時不信任姑息欺凌事件的戶田老師。直至廣瀨遭受愛海等人孤立而跳樓自盡未遂，她們才陪同瑛子告知平岡老師關於愛海惡意欺凌步和孤立廣瀨的實情。經過戶田誣陷未來考試作弊未遂的事件後，三人為先前目擊欺凌事件卻遲遲不敢挺身而出的心態，陪伴瑛子正式向步致歉，進而獲得對方的諒解並成為朋友。在漫畫版尾聲，她們與其他2班同學一同主動迎接回歸校園生活的步。
男學生2人組（暱稱）
僅在漫畫版原著登場，西館高中1年2班的兩位男學生，本名不詳。在漫畫劇情初期，他們目擊步被愛海等人惡意欺凌的行為而感到驚愕。在戶田為討好愛海而誣陷未來考試作弊未遂的事件中，他們透過步和瑛子的口述，與其他班上同學獲知平岡老師被愛海的父親夥同校方人員調至他校的實情，兩人認為愛海的惡意手段已至盡頭、測驗已經失去原有的意義，轉而出面收走全班同學的考卷，以「將這場測驗當成2班全體作弊」為由，策動班上多數學生罷考，作為對校方不當處理校園暴力事件的抗議手段（真人戲劇版兩者未登場，並省略2班全體學生收走考卷罷考的劇情）。事後兩人與步、薗田成為朋友，並且在步正式對愛海提告後，與其他2班同學一同主動迎接回歸校園生活的步。
步與茜的父親
僅在漫畫版提及，本名不明。在外地工作，仍會聯絡妻女關切家人。在步被綁架至廢墟事件落幕後，他希望步不要過度勞累，並由文子轉述他的關切。
椎葉文子
步與茜的母親，主要靠打工維持收入。她溺愛茜，但鮮少過問步除了學習成績以外的事情。文子在步被綁架至廢墟事件落幕後，主動關切步，並隨著劇情進展得知步在校遭受欺凌，對自己沒有及時發現步的異狀感到自責，決心無論發生任何事情，都不會再讓步受到傷害。漫畫版後期，她抵達醫院探視被愛海刺傷的步，才發現步長期割腕留下的傷痕，意識到自己未能及時關心步，導致女兒長期遭受痛苦。最終她正式陪同步到警察局報案，母女間的互動也較以往更加親密。真人戲劇版則設定其為佐谷敏克的昔日同學，並且為步在學校遭誣陷作弊一事，親自到校與校方懇談。
椎葉茜（漫畫原著）/椎葉誠（真人版）
步的妹妹（真人戲劇版改為弟弟）。她備受母親寵溺，認為會遭欺負的人是自己有問題。獲知姊姊在學校遭受欺負時感到震驚。在真人版中成績優異但體弱多病，且擅長做表面功夫。
篠塚夕子
步中學時代的朋友，原本和步約定要一起就讀西館高中，卻在升學考試裡失利落榜，未能進入西館高中，憤而遷怒於步，正式絕交。真人戲劇版則在獲悉步上榜的消息後跳樓自盡未遂，並且在搭公車的時候，意外地和步再度相會，透過簡訊告知後者自己會努力考上更好的大學。
志穗
僅在漫畫版步的回憶片段登場，步中學時代的朋友。過去曾經向步說明判讀手機電池是否能使用的狀態，使得步被狩野等人困在廢墟期間得以致電薗田求助。
直人
僅於漫畫版登場。他是未來的青梅竹馬，喜歡著未來，亦是少數最了解她的人。因幼時對師傅的憧憬，他於國中畢業後跟著未來的祖父學藝，成為鄉村裡的木匠。他的射擊技藝僅次於未來。未來帶著步返鄉遊玩之前，曾於電話裡向直人詢問該季節是否還能看見螢火蟲，直人亦在這段期間協助招待步與未來。
「Club J」的老闆
僅於漫畫版登場。經營兔女郎咖啡廳的店主，未來的打工雇主，是個善體人意的親切老闆。漫畫原作中他在愛海的父親富美男光顧店面期間，出面制止富美男對員工性騷擾，並於步和未來設局作弄愛海的父親時，暗地默許並支持步和未來的計劃，間接導致愛海的父親在眾人的面前出盡洋相。
未來的祖父
僅於漫畫版登場，是個頗具人情味的木匠，在原著未來帶著步返鄉遊玩的時候，和其餘村民盛情招待兩者。
羽鳥貫之
僅於漫畫版登場，未來的父親，由於不願繼承父親的衣缽，選擇離家出走搬至城市生活，於未來年幼時和妻子離異。因為罹患心臟疾病體質虛弱，由未來擔負起照顧他的責任。在漫畫版尾聲因需要進行手術，以至於未來不得不搬家並離開西館高中。
未來的母親
僅於漫畫版的回憶和相片登場，是個容貌標緻的美人，於未來年幼時和丈夫離異，現時消息不明，未來的容貌便是遺傳自她。
阿勝
僅於漫畫版登場，跟隨未來祖父的木匠，被未來稱做「阿勝哥」，因為在未來和步返鄉期間開黃腔，被未來祖父的怒目嚇得不敢反駁。

### 愛海陣營和相關親友
安西愛海
本作主要反派角色之一，西館高中1年2班的學生，為公司老闆暨縣議員安西富美男（真人戲劇版為大治郎）的千金。在班上頗受歡迎，總抱持高人一等的優越感，並擅於利用家庭權勢和言語行動操弄他人，為達目的不擇手段。表面上與克己是旁人稱羨的情侶，但起初對克己的隱藏戀物癖並不知情，暗中對其性格產生不滿，同時與中學時期同校的不良少年狩野明保持聯繫。漫畫原作中，她在中學期間因與克己交往而招致同校女學生的忌妒與欺凌，隨後反過來恐嚇並欺壓曾欺凌她的女學生，後續在引誘教唆狩野的過程與之發生性關係。
漫畫原作中，愛海在故事前期為展現優越感而與步成為朋友，然而她誤認步搶走克己，轉而夥同狩野及其他友人欺凌包含包括步、未來與薗田在內所有看不順眼的對象，向父母及部分教師謊稱在校受欺負，導致父親向校方興師問罪，還對違逆的同學和老師實施報復。她掌握班導師戶田與克己暗中發展師生戀的把柄，使戶田懼於威脅而暗助她在段考期間誣陷未來，反被步當著全班面前揭發教唆父親向校方施壓逼走平岡的惡行，讓班上多數同學重新審視廣瀨承擔欺凌事件責任的疑點，加上戶田向校方坦承愛海為校園暴力主使，使愛海遭受孤立且校內風評惡化。戶田被校方逼迫辭職時，積怨已久的學生們將她視為逼走戶田的元兇，強迫她下跪道歉引發大規模騷動，她逃往克己家尋求庇護，意外與尋找她的步碰頭並持刀刺傷對方，隨後她意外發現克己拍攝班上女同學猥褻照與克己從未喜歡過她的事實而深受打擊，遂持刀砍傷克己，試圖自戕時被步及時制止。愛海在送醫治療後，向父親坦承自己是校園暴力主犯的事實，並溜出病房要求步為先前的欺凌事件對她提告，以此擺脫父親的掌控。最終她被送至少年感化院接受矯正教育。
真人戲劇版中，愛海親口向步承認自己唆使父親調走平岡老師，在戶田誣陷步段考作弊未遂、學生們集體逼愛海下跪事件後，她成為班上同學新的欺凌目標，但選擇向父親富美男隱瞞受欺凌的實情，並在教室險遭克己刺傷時被薗田所救，主動致電學校理事長，坦承自己是校園暴力主犯，校方教職員亦討論著對她的退學處置，戲劇版結局愛海被岩本綠為首的同學欺凌之際，與步、未來、薗田共同對抗源自班級的校園暴力。
愛海的女性同夥
她們是愛海在西館高中1年2班的朋友，初期受愛海影響，共同參與了對步等人的欺凌，但隨著愛海的惡行逐漸浮現，她們的立場與行動也發生了變化。
廣瀨和華
繁體中文版翻譯暱稱「小裕」，她是最早質疑愛海的成員。步、未來、薗田發生廢墟遇險事件後，廣瀨在保健室聽到愛海自白與狩野發生關係及教唆狩野綁架步並毆傷克己，加上步向老師道出遭受欺凌的實情，才驚覺愛海才是唆使不良少年毆傷克己和綁架步的幕後主使，她當著班上同學面前提出對愛海的質疑，遭受愛海等人的孤立與脅迫，更因恐懼而跳樓自盡未遂住院休養，深感自己對步造成的傷害而懊悔。由於愛海對其施加威脅恐嚇，她被迫替愛海承擔責任而被遭校方勒令在家自省。她在漫畫版尾聲康復解除在家自省後，將這段時間的懊悔心情打成逐字稿，重返校園並在教職員主持防治校園暴力議題期間向全班同學道出真相，主動迎接重新回歸校園生活的步。在真人戲劇版中，她被評選為校園美少女並登上雜誌，便開始受到愛海等人的欺凌，並對當時未能協助她的步懷抱恨意，進而參與欺負步的行動。在跳樓自盡未遂和遭愛海脅迫承擔責任後，她繼續在醫院進行復健療程。
岩本咲（漫畫原著）；信川美紗（真人版）
繁體中文版翻譯暱稱「小岩」，她渴望高中畢業後就讀大學，並有一名交往中的男友。在廣瀨墜樓住院後，岩本咲開始畏懼校方究責和愛海的作為，在校園內與深澤爭論推卸責任期間，其對話被瑛子聽見並私下轉告給平岡老師。她擔心自己的未來生活受影響，且可能成為下一個遭愛海欺凌的目標，不願再與愛海為伍，最終她趁著愛海、千加、惠美暑假出遊期間，透過手機表達自己拒絕一同出遊和對愛海的反感以示切割，在新學期開始前申請轉學至九州的學校，離開西館高中。在真人戲劇版中，她在轉學後融入新校園的生活，透露就讀西館高中時期嚴重的欺凌現象及自己厭惡欺凌他人的行為。
佐原千夏/千加（漫畫原著）；宇田里繪（真人版）
繁體中文版翻譯暱稱「千加」，本名「佐原千夏」於作者推特（「X」平台）揭示。個性勢利且擅於見風轉舵。隨著劇情進展逐漸忌憚愛海強勢殘酷的一面，在漫畫原作中千加偶然拍攝到班導師戶田與克己接吻的照片，成為愛海威脅戶田老師的把柄。她在戶田誣陷未來考試作弊未遂的事件中，刻意忽視被班上同學懷疑的愛海，在私下為求推卸責任向同學們訴說愛海的壞話和捏造不實事蹟，甚至假意向步致歉以求和愛海切割關係。直至愛海發生自盡未遂事件，她和其他愛海同夥才意識到事態的嚴重性。真人戲劇版後期，她加入欺凌愛海的行列。
深澤惠美（漫畫原著）； 岩本綠（真人版）
個性強悍，是與愛海交情最深的人員。前期聽信愛海，深度參與欺凌行為，隨著劇情進展逐漸認清愛海殘酷的一面。儘管愛海身邊友人紛紛離去時她仍堅持不背棄，但在戶田老師坦承愛海才是校園暴力的主使者後，也與其他2班同學刻意與愛海保持距離。直到愛海自盡未遂，她才驚覺自己及其他友人未能及時勸阻愛海造成事態惡化，出於自責向校方和愛海的父親安西富美男全盤托出了欺凌真相，漫畫版尾聲在校方宣導校園暴力防治議題時，偕同廣瀨帶領全班同學反思校園暴力問題，指出學校教職員及其他旁觀欺凌事件的同學亦難辭其咎。真人戲劇版後期，她在女生廁所聽見愛海將她視為利用的傀儡的言論，憤而加入欺凌愛海的行列，成為班上主使欺負愛海的核心人物。
女學生3人組（暱稱）
本名不明。原本與步保持普通交情，但因愛海暗中挑撥她們與步的關係，開始與步產生嫌隙，並聽信愛海的說詞參與欺負步的行動。直至發生廣瀨墜樓和平岡老師被轉調他校的事件，她們才不再參與欺負行為。漫畫原作中，隨著戶田誣陷未來考試作弊未遂未果並正式向校方坦言愛海是校園暴力的主使者後，三人跟著千加疏離愛海。為避開校方追究，她們聯同千加假意向步致歉，卻被看穿其企圖心的步所回絕，在獲知愛海自盡未遂未幾，連同其他愛海同夥被深澤指出作為共犯未能遏止事態惡化。最終她們與其他2班同學一同見證步回歸校園。真人版則略去其戲份。
佐藤禮奈
真人版原創人物，西館高中1年2班的學生，為人勢利，原本想和步打好關係，但隨即夥同愛海等人參與欺負步的行動。在劇情後段加入岩本綠的陣營，反過來欺凌愛海。
石井知典&遠藤晃一
真人版原創人物，西館高中1年2班的男學生，經常跟著班上同學瞎起鬨。前期的石井看不慣愛海集團的作為，喜歡欺負步，因為薗田出面支援步不再參與對步的欺凌。石井和遠藤於戲劇後期加入欺凌愛海的行動。
狩野明/狩野 秋良
與克己熟識，且曾和愛海就讀同所中學的不良少年，漫畫原作中設定其為朝隈高中的不良首領。過去他曾在國中時期對薗田施予肢體和精神暴力，導致薗田為此休學一年並對其恨之入骨。因單戀愛海並討厭克己，狩野受愛海的引誘與教唆，將克己毆成重傷並私底向他恐嚇取財。他還帶領其他不良少年將步綁架至醫院廢墟毆打並試圖侵犯，連試圖聯繫的未來也被狩野等人綁架困於廢墟中。狩野為阻斷兩人的逃生路徑，在廢墟著火期間試圖困住她們，不料他與趕來解救步與未來的薗田在廢墟裡狹路相逢，發生肢體衝突，失手從窗台跌落地面身受重傷，被送到醫院接受治療。事後愛海看到新聞報導，得知步等人生還與狩野未能達成任務。為擺脫狩野，愛海轉而向警方捏造狩野對她性騷擾的經過，狩野因而被聽信愛海說詞的警方移送法辦。
安西富美男（漫畫原著）/安西大治郎（真人版）
愛海的父親，家境富有的公司老闆兼縣議員。他溺愛愛海，但因忙於工作並試圖角逐市長職位，鮮少有時間陪伴愛海。時常運用自身權勢對他人施壓。富美男最初得知學校發生欺凌事件時，他聽信愛海的說詞，誤將步視為欺負愛海的對象，接連對學校施壓。他甚至勾結校方人員，將試圖調查校園暴力事件的平岡老師攆出西館高中。漫畫版中，他帶領部屬光顧未來打工的兔女郎咖啡廳期間，對店員性騷擾而被店主制止，在對話中提及自己向校方施壓、將平岡老師逐出校園的事情，當時待在更衣室的步與未來竊聽到此事，經店長暗助扮裝成服務生設局作弄富美男，使他洋相盡出並在後援會會長夫人的面前留下負面形象。
漫畫版後期，愛海發生自盡未遂的事件後，富美男透過校方人員的轉述、深澤的供詞和愛海的自白，確認愛海正是主使校園欺凌事件的元兇，深受打擊。他向媒體和佐古家施壓的同時，原準備將愛海安排轉至其他學校，但因步向愛海提出告訴而未能如願。最終富美男隨著愛海進入感化院矯正教育而放棄市長選舉候補的資格，藉此省視自己和家人間的關係。
真人版劇情尾聲中，富美男（大治郎）曾再度關心愛海在學校的生活，但愛海因不願讓父親知道她被欺凌的實情，而對其謊稱學校生活一切安好。
愛海的母親
本名不明，安西富美男的妻子，很關切愛海。在愛海自盡未遂事件後，夫妻倆前往醫院向醫生詢問愛海的傷勢。
廣瀨裕的母親
僅於漫畫版登場，本名不明。廣瀨在校園發生墜樓事件後，她對女兒的遭遇感到震驚。她曾在平岡老師與步陸續登門訪問期間拒絕受訪。

### 西館高中教職人員、學生
佐古克己
西館高中1年4班的學生，愛海的男友。表面上是個俊秀有禮，成績優異且頗具人緣的少年，私底下對於父親為了鞏固地位聲望而刻意撮合他與反感的愛海交往、經常對他拳腳相向頗為不滿，隱藏著扭曲心態亦使他多度暗地勾搭並拍攝2班女學生的猥褻照片。
故事前期曾經對步施暴並拍下後者的猥褻照，以至於步為刪除克己手機裡的照片，試圖從其手裡搶過手機，卻被目擊此景的愛海誤認成步和克己有曖昧關係，此事被視為造成步遭受愛海欺凌的起因。後來他被狩野恐嚇取財並毆打成重傷棄置路邊，及時由戶田發現和協助送醫，刻意接近戶田並發展出短暫的師生戀，正式和愛海分手，在愛海被眾多學生逼跪事件獲知戶田辭職離開學校的消息甚感震驚，誤觸消防警鈴使愛海趁機逃走，返家發現步與愛海已查覺他過往拍攝的猥褻照，仍意圖誣衊步要求他拍攝猥褻照而被怒不可遏的步往臉上揍了一拳，坦言自己從未喜歡愛海的事實，遭愛海持刀砍傷住院療養。由於克己拍攝不雅照的作為被揭發，使父親的事業遭受嚴重損失，在無法忍受父親無視他遭愛海砍傷、仍對他拳腳相向的情況下，對父親展開反擊被醫護人員制止。漫畫版尾聲康復出院，收到全班同學寫給他的慰問卡片而感動落淚。
真人戲劇版因為步的母親向克己的父親告知猥褻照的事情，再次遭父親毆打後持刀刺向對方，向戶田請求庇護不成轉而拋棄她，逃往學校後反過來持刀攻擊愛海，但被薗田加以制止，事後被警方移送至監獄囚禁。即便在監獄中仍呈現其對戶田的病態依戀。
戶田和佳繪
西館高中1年2班的導師，抱持著多一事不如少一事的態度，認為管理班級的最好方法，就是「無為而治」。最初她對於步遭受欺凌的事情裝做視而不見並將責任歸咎於對方，同時對未來抱持忌意。因為和克己發展師生戀，戶田遭懷恨在心的愛海屢次脅迫，成為欺負事件的間接幫兇。漫畫原作中，她在個人獨白表示自己的人生均走在別人安排的路上，擔任教師的原因是雙親的建議，欠缺對教職的熱忱和不願理解學生。為了保住自己和克己的戀情、討好愛海，她掌握未來在校外兼差的秘密並主動向愛海提案假造小抄，試圖藉著誣陷未來在段考作弊將其逐出校園，但是步為首的2班學生察覺事態有異並主動替未來執言，造成計劃失敗、2班學生重新省視欺凌事件並罷考做為抗議手段。事後戶田在教職人員盤問未來攸關校外兼差和作弊事件期間，向教職人員坦承利用教職誣陷未來、自己長期忽視步遭受欺凌、愛海為校園暴力幕後主使的真相，被岩城主任私底要求辭職離校時一併承認自己和克己的師生戀。戶田離職一事令積怨許久的眾多學生為了要求愛海下跪道歉，而在校園裡造成大規模的暴動。在漫畫版尾聲，她前往某處補習班應徵教師的職位。
真人戲劇版的戶田在段考事件改為誣陷步作弊，但隨即被班上同學識破，此事讓2班全體學生立刻動身追逐並要求離開教室的愛海下跪道歉。她在克己向她請求庇護期間勸對方自首，反被克己拋棄，結局時仍留在校園任教，被其餘教職人員議論攸關她的事。
西館高中的副校長
僅在漫畫原作登場，本名不明。起先在陸續發生步與廣瀨遭受欺負事件後，以校園暴力被媒體與教委會曝光的嚴重性，向岩城主任施壓要求封鎖消息。後隨著愛海砍傷克己與步並自盡未遂、深澤向富美男和教職人員全盤托出真相，才意識事態嚴重性。
岩城
西館高中的主任，個性嚴厲固執，對任何違規的學生一概嚴加處分，卻在校園發生欺負事件的時候，為了維護校譽和顧及校長的施壓而意圖粉飾太平，要求校園教職人員停止調查欺負事件和阻止新聞媒體入校採訪，對學生們誆稱校園暴力已獲得解決。私底對愛海的父親富美男的跋扈施壓和是非不分頗有不滿。
漫畫版故事中後期，岩城得知1年2班發生段考作弊事件、未來在校外的兔女郎咖啡廳兼職後，偕同其他教職人員盤問遭戶田誣陷作弊的未來期間，因為趕來作證的戶田坦承誣陷作弊與愛海為連串校園暴力主犯的實情，要求坦承真相的戶田辭職，同時獲知戶田和克己發展師生戀的隱情。他原有意和田崎老師向學生們掩蓋戶田的事件，被愛海與步介入未果，並且與其他教職人員介入處理學生們逼迫愛海下跪的事件。隨著愛海主使校園暴力事件、持刀傷及克己與步、愛海自盡未遂的事件傳開，岩城為避免校方遭媒體大作文章而嘗試向教職人員要求統一說詞，被看不下其作為的男教師指責，仍向富美男聲稱校方會妥善處理此事，最終因為深澤向教職人員坦白真相與田崎老師的苦勸，意識到校方人員不當的處置方式，也是促成欺負事件的幫兇，在漫畫版結局陪同校園教職人員開始宣導防治校園暴力的活動。
田崎
西館高中的教師（真人版名為田崎洋），個性唯諾，富責任感。故事初期討好校方上層，遵守校方人員的行動方針，試圖掩飾校園裡的暴力事件，但隨著愛海主使校園暴力事件的真相逐漸傳開，轉而開始省思校方人員處理校園暴力事件的態度。
漫畫版故事後期，愛海砍傷克己與步並自盡未遂後，田崎因為不認同岩城主任企圖教唆其他教職人員粉飾太平的做法，決定偕同準備和警方釐清真相的男老師主動說明案件細節，並且在愛海的父親富美男前來和教職人員對質、深澤向教職人員坦白真相期間，主動向富美男坦言校方不當處理校園暴力事件、反而間接成為欺凌幫兇的實情，出面苦勸岩城主任應勇於面對校方人員未能妥善處理校園暴力事件所釀成的後果。後續他接獲步的來電和後者提告愛海的消息，最終結局陪同校園教職人員開始宣導防治校園暴力的活動。
男教師（暱稱）
僅於漫畫版登場，西館高中的男教師，本名不明。初期遵守校方人員的行動方針，試圖掩飾校園裡的暴力事件，但在經歷愛海主使連串校園暴力的事件後，開始省思校方人員處理校園暴力事件的態度。漫畫版故事後期愛海砍傷克己、步並自盡未遂後，對岩城主任試圖教唆其他教職人員粉飾太平的做法感到憤怒，率先決定向警方釐清和確認真相，並且在愛海的父親富美男前來和教職人員對質、深澤向教職人員坦白真相期間，向教職人員們轉達警方確認步在愛海自盡未遂事件中救了後者的實情，偕同田崎老師勸諫校方人員重新思考面對校園暴力事件的方針。於漫畫版結局請求岩城主任解除廣瀨的居家自省處分和再度向廣瀨確認真相獲准，以愛海的案件為範例開始宣導防治校園暴力的活動，坦承教職人員處理事件的過失，透露愛海被移送少年感化院、其他從犯亦有相應嚴懲的實情。

### 其他相關者
克己的父親
本名未詳（真人版名為佐谷敏克）。為愛海父親的下屬，為鞏固家族的權勢和利益，他極力撮合克己和愛海交往，並私底下經常對克己拳腳相向。獲悉克己選擇與愛海分手時，他未關切克己的心情，反而動手毆打對方。隨著愛海刺傷克己與步並自盡未遂的事件傳開，他意外得知克己有拍攝猥褻照的實情，主動銷毀克己拍下的照片，加上公司因克己的事蹟遭受負面影響，迫使他親自向富美男致歉。前往醫院視察克己期間，他再度漠視克己的處境並出手教訓對方，反遭毆傷，被抵達現場的醫護人員制止。
真人版則被設定成椎葉步的母親椎葉文子的昔日同學，在故事後期在家裡遭克己持刀刺傷。
克己的母親
本名不明，對於丈夫經常對克己暴力相待一事愛莫能助。

## 創作
本作是末延景子以校園暴力為主題的作品，末延景子在漫畫單行本第20卷附錄訪談中指稱她在發表同樣有校園暴力元素的前作《愛的維他命》後，收到一名拒學讀者來信表示原本希望母親能理解自身痛苦，將《愛的維他命》拿給母親看，結果該讀者的母親反認為「該作品的主角有自己的夢想，他（投書讀者）什麼都沒有」使讀者感到受傷，還有其他讀者致信表達對主角擁有自己夢想的欽佩，末延景子由此產生想繪製沒有夢想或一無所有的人邁向未來的故事，同時顧及校園暴力並非不可能發生、還有人遭遇更嚴重的欺凌行為，也希望不會讓遭受校園暴力的人們閱讀本作時產生「才沒這麼簡單」的感覺。
末延景子稱道，作品標題「Life」的字眼意義較為廣泛，讀者能從不同角度和不同的心境，擁有不同的感受和解讀。在設計角色名字的時候，末延景子認為一個少女在人生遭遇各種困惑挫折與障礙的時候，還是會試圖振作並依照自己的意願往前邁進，而且一個人從很脆弱的地方起步，遲早會變成像名字一樣的自己，以此概念定案女主角「步」的名字，至於未來則是從「未來」的意義取得靈感。她亦在受訪期間解釋道，步與未來在結局時面臨離別是創作初期便決定的劇情方向，原因是一旦未來不在步的身邊，步千萬不能再恢復過往自殘的惡習和模樣，並認為真正的朋友是分開也永遠是朋友，希望兩人是這般的關係。

## 出版書籍
| 冊數 | 講談社         | 講談社                 | 東立出版社     | 東立出版社             | 封面人物  |
| 冊數 | 發售日期       | ISBN                   | 發售日期       | ISBN                   | 封面人物  |
| ---- | -------------- | ---------------------- | -------------- | ---------------------- | --------- |
| 1    | 2002年8月9日   | ISBN 978-4-06-341296-3 | 2004年2月14日  | ISBN 986-11-3354-2     | 椎葉 步   |
| 2    | 2002年12月13日 | ISBN 978-4-06-341315-1 | 2004年2月15日  | ISBN 986-11-3355-0     | 椎葉 步   |
| 3    | 2003年4月11日  | ISBN 978-4-06-341332-8 | 2004年3月25日  | ISBN 986-11-3482-4     | 椎葉 步   |
| 4    | 2003年7月11日  | ISBN 978-4-06-341343-4 | 2004年3月25日  | ISBN 986-11-3483-2     | 椎葉 步   |
| 5    | 2003年12月12日 | ISBN 978-4-06-341363-2 | 2004年7月25日  | ISBN 986-11-4572-9     | 羽鳥 未來 |
| 6    | 2004年4月13日  | ISBN 978-4-06-341381-6 | 2004年7月30日  | ISBN 986-11-4573-7     | 椎葉 步   |
| 7    | 2004年8月11日  | ISBN 978-4-06-341394-6 | 2004年12月20日 | ISBN 986-11-5436-1     | 椎葉 步   |
| 8    | 2004年12月13日 | ISBN 978-4-06-341410-3 | 2005年5月30日  | ISBN 986-11-6258-5     | 椎葉 步   |
| 9    | 2005年4月13日  | ISBN 978-4-06-341422-6 | 2005年7月30日  | ISBN 986-11-6986-5     | 椎葉 步   |
| 10   | 2005年7月13日  | ISBN 978-4-06-341433-2 | 2006年1月15日  | ISBN 986-11-7872-4     | 羽鳥 未來 |
| 11   | 2005年12月13日 | ISBN 978-4-06-341457-8 | 2006年3月30日  | ISBN 986-11-7873-2     | 椎葉 步   |
| 12   | 2006年4月13日  | ISBN 978-4-06-341466-0 | 2006年7月10日  | ISBN 986-11-8458-9     | 椎葉 步   |
| 13   | 2006年9月13日  | ISBN 978-4-06-341487-5 | 2006年12月10日 | ISBN 986-11-9098-8     | 安西 愛海 |
| 14   | 2007年1月12日  | ISBN 978-4-06-341505-6 | 2007年4月10日  | ISBN 978-986-11-9563-6 | 椎葉 步   |
| 15   | 2007年5月11日  | ISBN 978-4-06-341523-0 | 2007年10月5日  | ISBN 978-986-10-0133-3 | 椎葉 步   |
| 16   | 2007年9月13日  | ISBN 978-4-06-341542-1 | 2007年12月15日 | ISBN 978-986-10-0746-5 | 椎葉 步   |
| 17   | 2008年2月13日  | ISBN 978-4-06-341564-3 | 2008年4月30日  | ISBN 978-986-10-1499-9 | 安西 愛海 |
| 18   | 2008年6月13日  | ISBN 978-4-06-341579-7 | 2008年10月25日 | ISBN 978-986-10-2065-5 | 椎葉 步   |
| 19   | 2008年12月12日 | ISBN 978-4-06-341601-5 | 2009年4月15日  | ISBN 978-986-10-2994-8 | 羽鳥 未來 |
| 20   | 2009年4月13日  | ISBN 978-4-06-341617-6 | 2009年9月25日  | ISBN 978-986-10-3589-5 | 椎葉 步   |

| 冊數 | 講談社         | 講談社                 |
| 冊數 | 發售日期       | ISBN                   |
| ---- | -------------- | ---------------------- |
| 1    | 2016年6月23日  | ISBN 978-4-06-388148-6 |
| 2    | 2016年6月23日  | ISBN 978-4-06-388149-3 |
| 3    | 2016年7月22日  | ISBN 978-4-06-388160-8 |
| 4    | 2016年7月22日  | ISBN 978-4-06-388161-5 |
| 5    | 2016年8月23日  | ISBN 978-4-06-388175-2 |
| 6    | 2016年8月23日  | ISBN 978-4-06-388176-9 |
| 7    | 2016年9月23日  | ISBN 978-4-06-388187-5 |
| 8    | 2016年9月23日  | ISBN 978-4-06-388188-2 |
| 9    | 2016年10月21日 | ISBN 978-4-06-388195-0 |
| 10   | 2016年10月21日 | ISBN 978-4-06-388196-7 |
| 11   | 2016年11月22日 | ISBN 978-4-06-388217-9 |
| 12   | 2016年11月22日 | ISBN 978-4-06-388218-6 |
| 13   | 2016年11月22日 | ISBN 978-4-06-388219-3 |

## 電視劇
《Life》在2007年被富士電視台拍攝為電視劇，為土曜劇場深夜劇。播出後，其製作受到好評，劇情亦引起討論話題，最終話收視率突破17%，甚至高於黃金時段電視劇，為該時段的史上第三位。此劇亦被評選為第54回日劇學院賞最佳作品第二位，福田沙紀獲日劇學院賞最佳女配角獎。
片長2分鐘以西館高校的校園生活為主的迷你劇《School Life》於手機官網上傳。

### 演員
- 椎葉步：北乃紀伊（粵語配音：曾秀清）
- 椎葉文子：真矢美季
- 安西愛海：福田沙紀（粵語配音：鄭麗麗）
- 佐古克己：細田善彥（粵語配音：曹啟謙）
- 羽鳥未来：關惠美（粵語配音：陸惠玲）
- 薗田優樹：北条隆博（粵語配音：梁偉德）
- 平岡正子：酒井美紀
- 戶田和佳繪：瀨戶朝香（粵語配音：許盈）
- 門倉雪乃：上村知夏（粵語配音：沈小蘭）
- 佐藤禮奈：平野早香（粵語配音：梁少霞）
- 信川美紗：中村靜香（粵語配音：何璐怡）
- 篠塚夕子：大澤茜（粵語配音：張頌欣）
- 岩本綠子：末永遙（粵語配音：張頌欣）
- 岩城正志：矢島健一（粵語配音：朱子聰）
- 石井知典：中村友也（粵語配音：張裕東）
- 佐古敏克：勝村政信（粵語配音：梁志達）

### 主題曲
- 「LIFE」－中島美嘉

### 獎項
- 第54回日劇學院賞最佳女配角：福田沙紀

### 與原著相異處
- 步於漫畫原著係因未來要使其改頭換面，被帶往髮廊修剪頭髮；戲劇版則是步遭到惡意潑漆，才讓未來剪去被毀掉的頭髮。
- 漫畫版的薗田優樹配戴眼鏡且蓄著短髮，還曾經親自邀請步前往美術館參觀畫展，將自己的眼鏡借給視力不佳的步。戲劇版的薗田沒有配戴眼鏡，並略過參觀畫展的事件。
- 原著單行本第六集曾出現狩野在飲料中加入毒品，讓愛海喝下的橋段。
- 漫畫原著步、薗田、未來從廢墟逃脫後，愛海等人曾刻意針對此事對步惡意造謠，未來亦為此事和愛海於上游泳課時發生肢體衝突。
- 廣瀨在原著住院期間遭愛海威脅承擔責任後，剪去原本的長髮；戲劇版始終維持短髮造型。
- 漫畫原著的未來帶著步返鄉遊玩時，分別參加鄉間的廟會和欣賞螢火蟲；戲劇版改為帶著薗田和步至故鄉的向日葵田參觀。
- 克己在原著送醫療養後，於醫院和父親發生肢體衝突；戲劇版改為克己在家裡持刀刺傷父親後，動身前往學校向愛海尋仇。
- 岩本咲（美紗）在漫畫轉學至九州後未再登場；戲劇版尾聲補充說明岩本咲（美紗）轉學至他校後的概況。
- 步和未來在原著偷聽愛海的父親和咖啡店員對話，獲知平岡老師遭愛海的父親和校方人員調往他校；戲劇版更改為愛海親口向步承認自己唆使父親調走平岡老師。
- 愛海在原著拿著克己和戶田在海邊擁吻的照片，威脅戶田誣陷未來作弊；戲劇版則是拍下戶田安慰遭父親毆打的克己的畫面恐嚇戶田，陷害的目標亦更改成步。
- 漫畫原著愛海被全校學生逼下跪的事件發生在戶田被校方逼迫辭職後，愛海亦為逃離追逐一度攀爬至置鞋櫃上方；真人版則是戶田誣陷步作弊未遂後，2班學生揭穿愛海的計謀，導致愛海在室外的紅磚道跌倒而被全班同學圍堵逼迫下跪。
- 克己在原著和戶田交往期間始終保持正面互動，並且在得悉戶田辭職的消息後備感震驚；戲劇版後段則曾對勸他自首的戶田惡言相向。
- 愛海在原著後段始發現克己有拍攝猥褻照的癖好；戲劇版是廣瀨將克己強迫步拍下的影像交給愛海，而且愛海並不知道克己亦曾對身邊的其他同學拍攝猥褻照。
- 步、愛海、克己在原著劇情後段，係於克己的住處發生肢體衝突，三者皆因受傷被送進醫院治療；戲劇版後段發生肢體衝突的地點更改為教室，步並未參與這項衝突，僅是在克己被捕前出手反擊對方。

### 各集標題與收視率
| 集數             | 播放日期      | 原文副標 | 劇本     | 導演     | 收視率 |
| ---------------- | ------------- | -------- | -------- | -------- | ------ |
| 第1話            | 2007年6月30日 |          | 根津理香 | 谷村政樹 | 11.0%  |
| 第2話            | 2007年7月7日  |          | 根津理香 | 谷村政樹 | 11.7%  |
| 第3話            | 2007年7月14日 |          | 根津理香 | 谷村政樹 | 10.9%  |
| 第4話            | 2007年7月21日 |          | 根津理香 | 谷村政樹 | 10.9%  |
| 第5話            | 2007年8月4日  |          | 根津理香 | 加藤裕将 | 10.0%  |
| 第6話            | 2007年8月11日 |          | 根津理香 | 加藤裕将 | 11.7%  |
| 第7話            | 2007年8月18日 |          | 根津理香 | 遠藤光貴 | 9.4%   |
| 第8話            | 2007年8月25日 |          | 根津理香 | 谷村政樹 | 12.4%  |
| 第9話            | 2007年9月1日  |          | 根津理香 | 加藤裕将 | 14.2%  |
| 第10話           | 2007年9月8日  |          | 根津理香 | 加藤裕将 | 14.2%  |
| 最終話           | 2007年9月15日 |          | 根津理香 | 谷村政樹 | 17.4%  |
| 平均收視率12.16% |               |          |          |          |        |

### 作品的變遷
| 富士電視台系列 週六連續劇 | 富士電視台系列 週六連續劇      | 富士電視台系列 週六連續劇 |
| ------------------------- | ------------------------------ | ------------------------- |
|                           | Life （2007.6.30 - 2007.9.15） |                           |
| （2007.4.14）             | （2007.10.20）                 |                           |

| 香港無綫電視 J2台 星期五J2族時段 | 香港無綫電視 J2台 星期五J2族時段    | 香港無綫電視 J2台 星期五J2族時段 |
| -------------------------------- | ----------------------------------- | -------------------------------- |
|                                  | Life （2008.5.25 - 2008.6.6）       |                                  |
| ——                               | 父女7日變 （2008.6.13 - 2008.7.25） |                                  |

| 香港無綫電視 J2台 星期一至五23:30節目    | 香港無綫電視 J2台 星期一至五23:30節目 | 香港無綫電視 J2台 星期一至五23:30節目 |
| ---------------------------------------- | ------------------------------------- | ------------------------------------- |
|                                          | Life （2010.1.18 - 2010.1.29）        |                                       |
| My Name Is 邦 （2009.12.14 - 2010.1.15） | 兄弟幫 （2010.2.1 - 2010.6.10）       |                                       |